# Technistone
Technistone, s.r.o. (v překladu technický kámen) je název české společnosti, která již více než 30 let podniká ve výrobě a prodeji technického kamene (též laicky označován jako umělý kámen), který se používá především jako kuchyňská deska nebo koupelnová deska. Její výrobky se prodávají v 75 zemích světa.

## Profil společnosti

### Historie
V roce 1992 byla zahájena výroba technického kamene v Hradci Králové technologií Bretonstone italského výrobce Breton. V následujícím roce společnost vyvinula produkty na bázi zrcadlových střepů s označením Starlight. V druhé polovině 90. let následovalo období stabilizace výroby a obchodu zakončené vývojem řady Crystal. Produkty této řady jsou vyrobeny z průsvitných či mléčných přírodních křemenů.
Od roku 2001 byla společnost Technistone z s.r.o. převedena na akciovou společnost. O dva roky později vyvinula a uvedla na trh produkt Taurus Brown Pearl, v jehož složení se nachází labradority – minerály využívané ve šperkařství. V následujícím období společnost investovala do vybudování ekologicky šetrných výrobních kapacit.
Firma se během finanční krize 2008, tzv. Velké recese, dostala do ztráty. Jednalo se o 150 milionů, o rok později se její ztráty prohloubily až na 190 milionů. Její tehdejší vlastník, průmyslový holding Sindat Group, jehož generálním ředitelem byl Karel Havlíček, hledal nové investory, kterými se na konci roku 2009 s padesátiprocentním podílem stala investiční skupina M. L. Moran. Dne 18. června 2010 podala akciová společnost Technistone návrh na zahájení insolvenčního řízení spojený s návrhem na povolení reorganizace. Soud vydal usnesení o povolení reorganizace 26. srpna 2010 a reorganizace byla úspěšně ukončena 1. dubna 2011.
V období 2010–2012 společnost vyvinula produkt Crystal Absolute White a řadu Harmonia. V roce 2012 získala certifikát SCS týkající se minimálního obsahu recyklovaných složek ve výrobku pro 40 různých druhů produktů.
V roce 2019 se Technistone stal součástí americké společnosti Wilsonart Engineered Surfaces.

### Certifikace
- Certifikát ČSN EN ISO 9001:2009
- Certifikát NSF International (NSF/ANSI Standard 51 Materiál vhodný pro styk s potravinami)
- Osvědčení Státního zdravotního ústavu o zdravotní nezávadnosti (odpovídá harmonizované normě ČSN EN 15285)
- Materiál Technistone byl testován v americkém institutu Tile Council of North America (TCNA) a nebyly v něm nalezeny žádné těkavé organické látky (VOC)
- SCS Global Services – Indoor Advantage Gold: Výrobky Technistone nevylučují žádné látky, které by mohly negativně ovlivnit kvalitu ovzduší v uzavřených prostorech.
- SCS Global Services – Recycled Content: Výrobky TechniStone® obsahují recyklované materiály od 20% do 70%.
- Prohlášení o zdraví produktu (HPD)

### Produkt

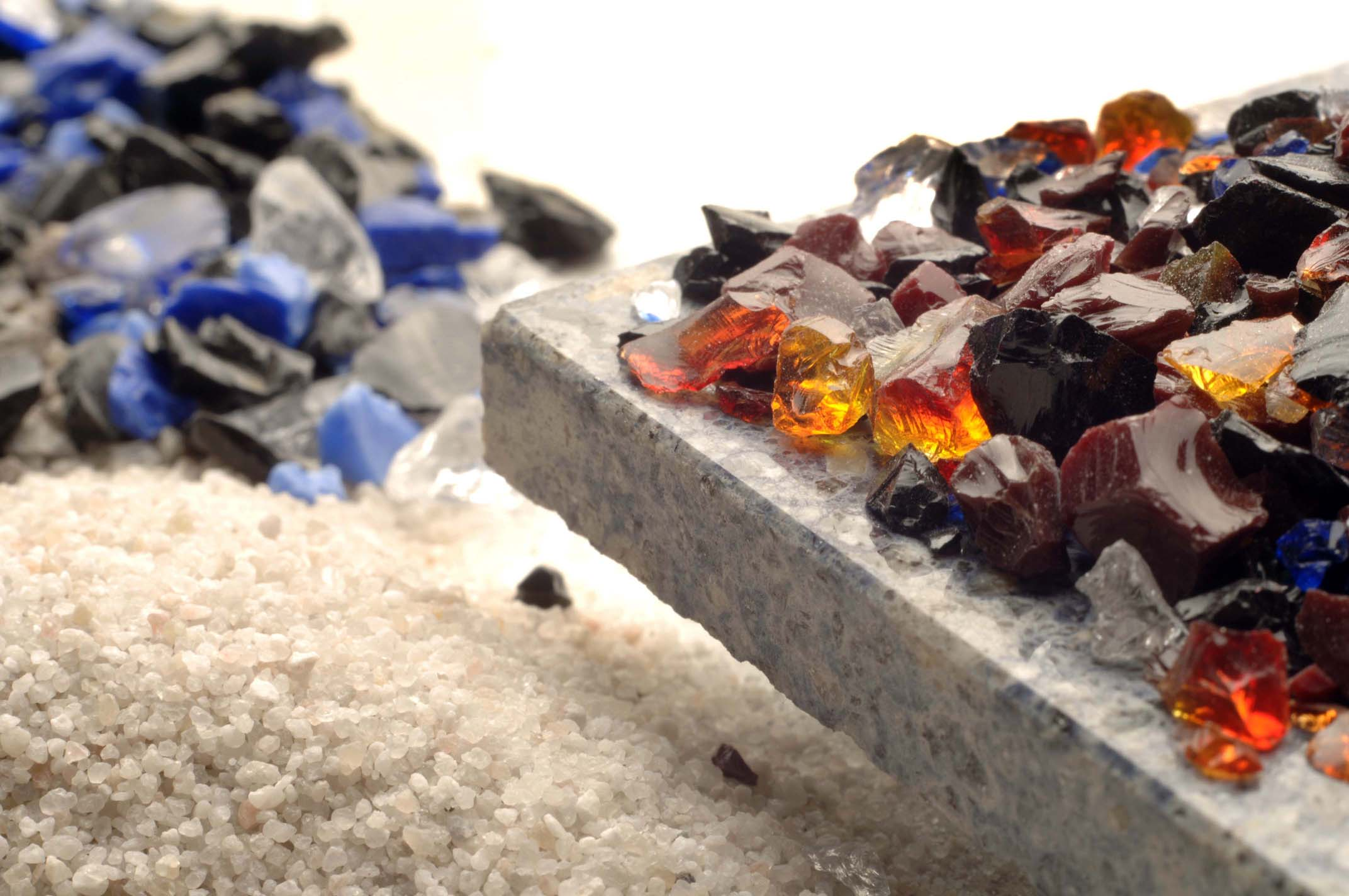
Produkt Technistone

Technistone vyrábí tvrzený kámen různých barev a povrchů lisovaný do desek. Tvrzený kámen tvoří z 93 % rozdrcené přírodní suroviny, především křemen, spojené pryskyřicí a obarvené pigmenty. Deskovina z tvrzeného kamene se následně opracovává na kuchyňské a koupelnové desky, dlažby, schody, obklady, parapety, pulty, bary, fasády aj.